# Trollhättetunneln
Trollhättetunneln är en av Sveriges längsta järnvägstunnlar, och utgör en del av Norge/Vänerbanan. Tunneln stod färdig den 17 november 2006 och är 3 557 meter lång. Den går under ett bergigt område väster om Göta älv i Trollhättan. Den passerar i närheten av villaområdet Björndalen och Norra Älvsborgs länssjukhus.
Trollhättetunneln är Sveriges femte längsta dubbelspåriga järnvägstunnel, efter Hallandsåstunneln, Citytunneln, Citybanan och Arlandatunneln. 